# Wogoels
Het Wogoels (Wogoels: маньси; mansi of моаньсь; moans, Russisch: мансийский; mansiiski) is een Finoegrische taal. De nauwst verwante taal is het Ostjaaks (Chanti), op grote afstand gevolgd door het Hongaars. Samen vormen deze drie talen de Oegrische tak van de Finoegrische talen. Het Ostjaaks en Wogoels vormen hiervan de Ob-Oegrische subgroep. De Mansen (Mansi) noemen hun taal zelf maan's'i latyng. Het woord maan's'i of mansi betekent oorspronkelijk 'mens' of 'man'. De aanduiding Wogoelen komt van de Zurjeense (Komi) en Ostjaakse benaming voor hen. De Komi waren een tijd lang gidsen voor de Russen op de rivier de Ob, waardoor het woord werd overgenomen in het Russisch, en later ook in andere talen. Tot de 14e eeuw werden de Chanti en de Mansi gezamenlijk aangeduid als 'Joegra-volken'. In 1785 werd het volk in de Russische literatuur voor het eerst als 'Mansi' betiteld. Sinds de jaren 30 van de twintigste eeuw bestaat er een Wogoelse schrijftaal. Het alfabet is gebaseerd op het Russische alfabet. De schrijftaal is gebaseerd op het noordelijke Sosva-dialect, dat de meeste sprekers heeft. Ook in het oostelijke dialect zijn op zeer bescheiden schaal teksten geschreven.
- Oegrische talen
  - Hongaars
  - Ob-Oegrische talen
    - Wogoels
    - Ostjaaks

## Verspreidingsgebied
De taal wordt gesproken door de Mansen (vroeger Wogoelen genoemd) in Noordwest-Siberië. Het wordt in Chanto-Mansië gebruikt als officiële taal, naast het Russisch en het Ostjaaks, langs de rivierloop van de Ob en dan vooral langs haar zijrivieren de Noordelijke Sosva en de Konda. Verder woont er een kleine groep Mansi in de buurt van de plaats Ivdel, aan de bovenloop van de rivier de Lozva in het noorden van de oblast Sverdlovsk, waarvan een gedeelte de taal ook nog spreekt.
Gevreesd wordt dat de taal binnen tien tot twintig jaar zal zijn uitgestorven.

## Dialecten
Het Wogoels is door het enorme verspreidingsgebied in de loop der tijd en uiteengevallen in meerdere sterk uiteenlopende dialecten. Deze dialecten zijn zo verschillend van elkaar dat sprekers uit verschillende dialectgroepen elkaar niet kunnen verstaan en derhalve hun toevlucht nemen tot het Russisch. Van de dialecten telt het Noord-Wogoels de meeste sprekers. Ook het Oost-Wogoels heeft nog sprekers.
| Naam          | Belangrijkste variaties                      | Bijzonderheden                              |
| ------------- | -------------------------------------------- | ------------------------------------------- |
| Noord-Wogoels | Sosva, Sygva, Boven-Lozva, Ob                | Basis van de standaardtaal                  |
| Zuid-Wogoels  | Tavda                                        | Uitgestorven sinds ca. 1950                 |
| West-Wogoels  | Pelym, Vagilsk, Midden-Lozva, Beneden-Lozva  | Wellicht alleen Pelym nog niet uitgestorven |
| Oost-Wogoels  | (Boven-, Midden- en Beneden-)Konda, Joekonda | Alleen gesproken door ouderen               |

## Gebruik
| Jaartal | Bevolking | % Sprekers |
| ------- | --------- | ---------- |
| 1897    | 7600      | -          |
| 1905    | 5304      | -          |
| 1926    | 5700      | -          |
| 1959    | 6449      | 59,2       |
| 1970    | 7710      | 52,4       |
| 1979    | 7563      | 49,5       |
| 1989    | 8474      | 37,1       |
| 2002    | 11.432    | 24         |

Bij de Russische volkstelling van 2002 gaven 11.432 inwoners aan tot de Mansi te behoren. In totaal gaven 2746 mensen (24%) aan de taal te spreken. Dit was in 1959 nog 59%. Minder dan de helft van de kinderen spreekt de taal. In het dagelijks leven wordt Russisch gesproken. Dit is grotendeels te wijten aan de russificatie vanaf de jaren zeventig tijdens de Sovjettijd, waarbij het spreken van de eigen taal werd ontmoedigd en door de enorme instroom van Russisch sprekenden in Chanto-Mansië vanaf de jaren 60, na de ontdekking van olie en gas (Chanto-Mansië is het grootste aardolie en aardgaswingebied van Rusland). Anderzijds was de neergang van de taal ook daarvoor al in volle gang. De zuidelijke dialecten, die aan de Tavda werden gesproken, waren aan het begin van de 20e eeuw al zo goed als uitgestorven.
Door de glasnost steeg ook bij de Mansi de wens voor meer autonomie. De Mansi zijn aangesloten bij de RAIPON.

## Onderzoek naar het Wogoels
De eerste Wogoelse woorden werden in de 16de en 17de eeuw opgetekend in Russische kronieken en door Sigmund von Herberstein, die keizer Karel V in Moskou vertegenwoordigde. Daniel Gottlieb Messerschmidt vervaardigde in 1725 de eerste Wogoelse woordenlijst, terwijl de eerste gedrukte woordenlijst vijf jaar later verscheen van de hand van Philip Johan von Strahlenberg, een Zweeds officier die bij de Slag bij Poltava in Russische gevangenschap was geraakt. Deze twee woordenlijsten tellen respectievelijk 41 en 25 woorden.

De eerste taalwetenschappers die zich met het Wogoels bezighielden waren in de 19de eeuw de Hongaren Antal Reguly en Bernát Munkácsi en de Fin August Ahlqvist. Zij verzamelden ter plaatse materiaal uit alle dialecten en stelden woordenboeken en grammatica's samen. De grootste hoeveelheid materiaal werd aan het begin van de 20e eeuw bijeengebracht door de Fin Artturi Kannisto.

De voornaamste onderzoeker uit de eigen gemeenschap is Jevdokija Rombandejeva, die in 1956 een Russisch-Wogoels woordenboek schreef.